# Pinheirodontidae
De Pinheirodontidae zijn een weinig bekende familie van uitgestorven zoogdieren. De fossiele overblijfselen komen uit het Laat-Jura en het Vroeg-Krijt van Engeland, Portugal en Spanje en zijn beperkt tot een paar tanden. Deze kleine herbivoren leefden tijdens het dinosauriërtijdperk. Ze behoren tot de orde van Multituberculata en de onderorde Plagiaulacida. Ze behoren dan ook tot de oudste vertegenwoordigers van de orde.
De familie Pinheirodontidae, wiens naam is afgeleid van Porto Dinheiro, Lourinhã, Portugal (de belangrijkste vindplaats van fossielen), werd in 1999 geclassificeerd door Gerhard Hahn en Renate Hahn op basis van tweehonderdvijftig losse tanden waarin men een aantal soorten meende te kunnen onderscheiden.
De vermoedelijk bovenste tweede voortand heeft een halve cirkel van knobbeltjes aan de achterzijde.

## Taxonomie
Onderklasse Allotheria Marsh, 1880
- Orde Multituberculata Cope, 1884:
  - Onderorde Plagiaulacida Simpson, 1925
    - Familie Pinheirodontidae Hahn & Hahn, 1999
      - Pinheirodon Hahn & Hahn, 1999
        - P. pygmaeus Hahn & Hahn, 1999
        - P. vastus Hahn & Hahn, 1999
        - P. sp. Hahn & Hahn, 1999

      - Bernardodon Hahn & Hahn, 1999
        - B. atlanticus Hahn & Hahn, 1999
        - B. sp. Hahn & Hahn, 1999

      - Gerhardodon Kielan-Jaworowska & Ensom, 1992
        - G. purbeckensis Kielan-Jaworowska & Ensom, 1992

      - Iberodon Hahn & Hahn, 1999
        - I. quadrituberculatus Hahn & Hahn, 1999

      - Lavocatia Canudo & Cuenca-Bescós, 1996
        - L. alfambrensis Canudo & Cuenca-Bescós, 1996

      - Cantalera Badiola, Canudo & Cuenca-Bescós, 2008
        - C. abadi Badiola, Canudo & Cuenca-Bescós, 2008

      - Ecprepaulax Hahn & Hahn, 1999
        - E. anomala Hahn & Hahn, 1999